# Emerson Burton
Emerson Burton, eg. Janne Puurtinen, född 17 oktober 1974 i Helsingfors, keyboardist i gruppen HIM.
Gick med i bandet HIM 2001 och har spelat i Cosmos Tango och Sub Urban Tribe. Hans företrädare hette Jussi Mikko "Juska" Salminen och var keyboardist november 1998 till 31 december 2000. Bor i Helsingfors.